# Torhamns socken
Torhamns socken i Blekinge ingick i Östra härad, ingår sedan 1974 i Karlskrona kommun och motsvarar från 2016 Torhamns distrikt.
Socknens areal är 66,23 kvadratkilometer, varav land 66,2. År 2000 fanns här 1 613 invånare. Tätorten Torhamn med sockenkyrkan Torhamns kyrka ligger i socknen. 

## Administrativ historik
Socknen har medeltida anor med en kyrka från 1200-talet.
Vid kommunreformen 1862 övergick socknens ansvar för de kyrkliga frågorna till Torhamns församling och för de borgerliga frågorna till Torhamns landskommun. Landskommunen inkorporerades 1952 i Jämjö landskommun och uppgick 1974 i Karlskrona kommun.
1 januari 2016 inrättades distriktet Torhamn, med samma omfattning som församlingen hade 1999/2000. 
Socknen har tillhört fögderier, tingslag och domsagor enligt vad som beskrivs i artikeln Östra härad.
Socken indelades fram till 1901 i 50 båtsmanshåll, vars båtsmän tillhörde Blekinges 1:a (2:a före 1845) båtsmanskompani.

## Geografi
Torhamns socken utgör den sydöstligaste delen av Blekinge. Området består av en flack välodlad kustslätt med skogsmarker på en halvö i öster samt en kal skärgård i söder, med öar som Utklippan och Utlängan.

### Orter i Torhamns socken
Följande byar/öar ingår i Torhamns socken:
- Attanäs
- Björkenäs
- Bredäng
- Brunsvik
- Brunåkramåla
- Bussevik
- Gisslevik
- Grebbegården
- Gullholma
- Hästholmen, Torhamn
- Inlängan
- Konungshamn
- Korpakärr
- Lilla Hammar, Torhamn
- Lilla Rom, Torhamn
- Långenabben
- Långören, Blekinge
- Lökaryd, Torhamn
- Maren, Torhamn
- Möckleryd
- Orranäs
- Sandhamn, Torhamn
- Sibbaboda
- Steneryd
- Stenshamn
- Stora Hammar, Torhamn
- Stora Rom, Torhamn
- Svanhalla
- Truseryd
- Torhamn
- Ungskär
- Utklippan
- Utlängan
- Ytterön

## Fornminnen
Ett tiotal boplatser från stenåldern från bland annat Attanäs, Björkenäs, Bredäng, Gisslevik, Sandhamn (den så kallade. Pysslingebacken), Torhamn. Hällristningar från bronsåldern finnas vid Möckleryd, Svanhalla och Bredäng, på första stället även skålgropar. Kummel finnas bland annat vid Torhamn (Uddarör). Gravfält av rösen, stensättningar och resta stenar finnas  vid Brunåkramåla, Svanhalla (Flackelyckorna), Steneryd (resta stenar), Torhamn (bl. a. en skeppssättning samt rösen) På Tromtö finns en fornborg och i Hallarumsviken två vikingatida farledsspärrar. 4 guldarmringar från vikingatid har hittats på Ytterön. Vid Gisslevik en offerkälla (St. Måns källa).

## Namnet
Namnet taget från kyrkbyn skrevs på 1400-talet Tor rom, Torrum, där förledet, torr, syftar på jordmånen, och efterledet, rum, röjning, gårdstomt.
Fram till 1898 kallades socknen också Torrems socken.

## Befolkningsutveckling
| Befolkningsutvecklingen i Torhamns socken 1750–1990                                                     | Befolkningsutvecklingen i Torhamns socken 1750–1990 | Befolkningsutvecklingen i Torhamns socken 1750–1990 | Befolkningsutvecklingen i Torhamns socken 1750–1990 | Befolkningsutvecklingen i Torhamns socken 1750–1990 |
| --- | --------------------------------------------------- | --------------------------------------------------- | --------------------------------------------------- | --------------------------------------------------- |
| |                                                     |                                                     |                                                     |                                                     |
| År |                                                     |                                                     | Folkmängd                                           |                                                     |
| 1750 | 1750                                                |                                                     | 1 197                                               |                                                     |
| 1760 | 1760                                                |                                                     | 1 294                                               |                                                     |
| 1769 | 1769                                                |                                                     | 1 369                                               |                                                     |
| 1780 | 1780                                                |                                                     | 1 190                                               |                                                     |
| 1790 | 1790                                                |                                                     | 1 227                                               |                                                     |
| 1800 | 1800                                                |                                                     | 1 400                                               |                                                     |
| 1810 | 1810                                                |                                                     | 1 517                                               |                                                     |
| 1820 | 1820                                                |                                                     | 1 884                                               |                                                     |
| 1830 | 1830                                                |                                                     | 2 177                                               |                                                     |
| 1840 | 1840                                                |                                                     | 2 583                                               |                                                     |
| 1850 | 1850                                                |                                                     | 2 970                                               |                                                     |
| 1860 | 1860                                                |                                                     | 3 312                                               |                                                     |
| 1870 | 1870                                                |                                                     | 3 768                                               |                                                     |
| 1880 | 1880                                                |                                                     | 4 347                                               |                                                     |
| 1890 | 1890                                                |                                                     | 4 005                                               |                                                     |
| 1900 | 1900                                                |                                                     | 3 617                                               |                                                     |
| 1910 | 1910                                                |                                                     | 3 245                                               |                                                     |
| 1920 | 1920                                                |                                                     | 2 827                                               |                                                     |
| 1930 | 1930                                                |                                                     | 2 657                                               |                                                     |
| 1940 | 1940                                                |                                                     | 2 474                                               |                                                     |
| 1950 | 1950                                                |                                                     | 2 230                                               |                                                     |
| 1960 | 1960                                                |                                                     | 1 859                                               |                                                     |
| 1970 | 1970                                                |                                                     | 1 468                                               |                                                     |
| 1980 | 1980                                                |                                                     | 1 596                                               |                                                     |
| 1990 | 1990                                                |                                                     | 1 667                                               |                                                     |
| Anm: Källor: Umeå universitet - Tabellverket 1749-1859, Demografiska databasen, CEDAR, Umeå universitet |                                                     |                                                     |                                                     |                                                     |

### Fotnoter
1. 1 2 3  Svensk Uppslagsbok andra upplagan 1947–1955: Torhamn socken
2. 1 2  Harlén, Hans; Harlén Eivy (2003). Sverige från A till Ö: geografisk-historisk uppslagsbok. Stockholm: Kommentus. Libris 9337075. ISBN 91-7345-139-8
3. ↑  "Ostkanten" om Blekinge och Södra Möres båtsmän
4. 1 2  Sjögren, Otto (1932). Sverige geografisk beskrivning del 3 Blekinge, Kristianstads, Malmöhus och Hallands län samt staden Göteborg. Stockholm: Wahlström & Widstrand. Libris 9940
5. 1 2  Nationalencyklopedin
6. ↑  Fornlämningar, Statens historiska museum: Torhamns socken
7. ↑  Fornminnesregistret, Riksantikvarieämbetet: Torhamns socken Fornminnen i socknen erhålls på kartan genom att skriva in sockennamn (utan "socken") i "Ange geografiskt område"